# سدس الأمراء
قرية سدس الأمراء هي إحدى القرى التابعة لمركز ببا في محافظة بني سويف في جمهورية مصر العربية. حسب إحصاءات سنة 2006، بلغ إجمالي السكان في سدس الأمراء 15916 نسمة، منهم 8205 رجل و7711 امرأة.